# 若松町 (佐野市)
若松町（わかまつちょう）は栃木県佐野市の地名。郵便番号は327-0846（佐野郵便局管区）。

## 概要
佐野市の中心市街地の一部を構成する地域であり、佐野市役所が所在し旧国道50号（主要地方道桐生岩舟線、日光例幣使街道）が通過する高砂町のすぐ北に位置する。JR・東武佐野駅、佐野城跡（城山公園）、佐野税務署などが所在する。西は伊賀町・朝日町・天神町、北は堀米町、東は堀米町・久保町・相生町、南は万町・高砂町と隣接する。
若松町のうち特にJR両毛線の北側のエリアはかつて佐野城があった区域であることから城西・城東・城南とも通称され、自治会や公民館および学校の名称にも使用される。

## 歴史
1943年（昭和18年）の佐野市成立までは安蘇郡佐野町（大字無し区域）の一部であった。

### 沿革
- 1952年（昭和27年） - 佐野市佐野の一部が町名変更により若松町となる。

### 地名の由来
佐野市により市内の各町名の由来がまとめられているが、その資料において若松町（城西・城東・城南）の由来は不明とされている。

## 世帯数と人口
2017年（平成29年）8月1日現在の世帯数と人口は以下の通りである。
| 町丁   | 世帯数  | 人口    |
| ------ | ------- | ------- |
| 若松町 | 756世帯 | 1,613人 |

## 小・中学校の学区
市立小・中学校に通う場合の学区は以下の通りとなる。
| 町丁   | 町丁         | 小学校             | 中学校             |
| ------ | ------------ | ------------------ | ------------------ |
| 若松町 | JR両毛線以南 | 佐野市立佐野小学校 | 佐野市立城東中学校 |
| 若松町 | JR両毛線以北 | 佐野市立城北小学校 | 佐野市立城東中学校 |

## 交通

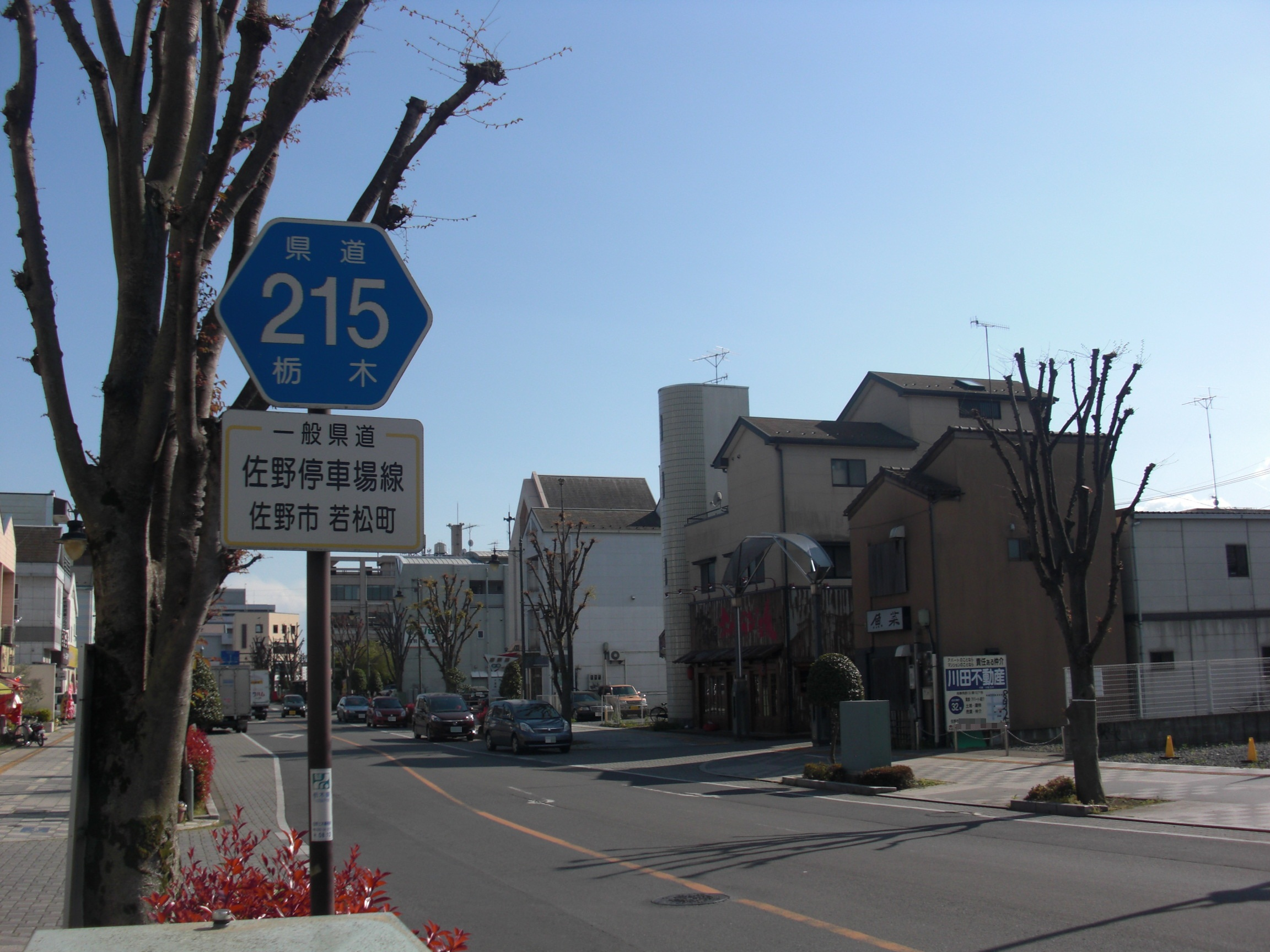
駅前通り

### 鉄道
地内に佐野駅があり、以下の2社（それぞれ1路線）が通過する乗換駅になっている。
- 東日本旅客鉄道（JR東日本）
  - ■両毛線：東西に通過する。
- 東武鉄道
  - ■佐野線：駅は東西方向に設置されているが、西方面・東方面ともに当駅を出て間もなくカーブを描きそれぞれ北・南へ向きを変える。

### 道路
- 栃木県道215号佐野停車場線：通称・駅前通り。佐野駅南口から南方面へ延びており、高砂町内の「佐野駅入口」交差点で旧国道50号（主要地方道桐生岩舟線）に接続する。沿線は飲食店街が並ぶ。
- 殿町通り

### 路線バス
- JR東日本両毛線佐野駅南口から
  - 関東自動車 ：佐野新都市循環線
  - 佐野市生活路線バス ：田沼葛生線、植下高萩線、犬伏線、運動公園循環線

## 主な施設・観光寺社

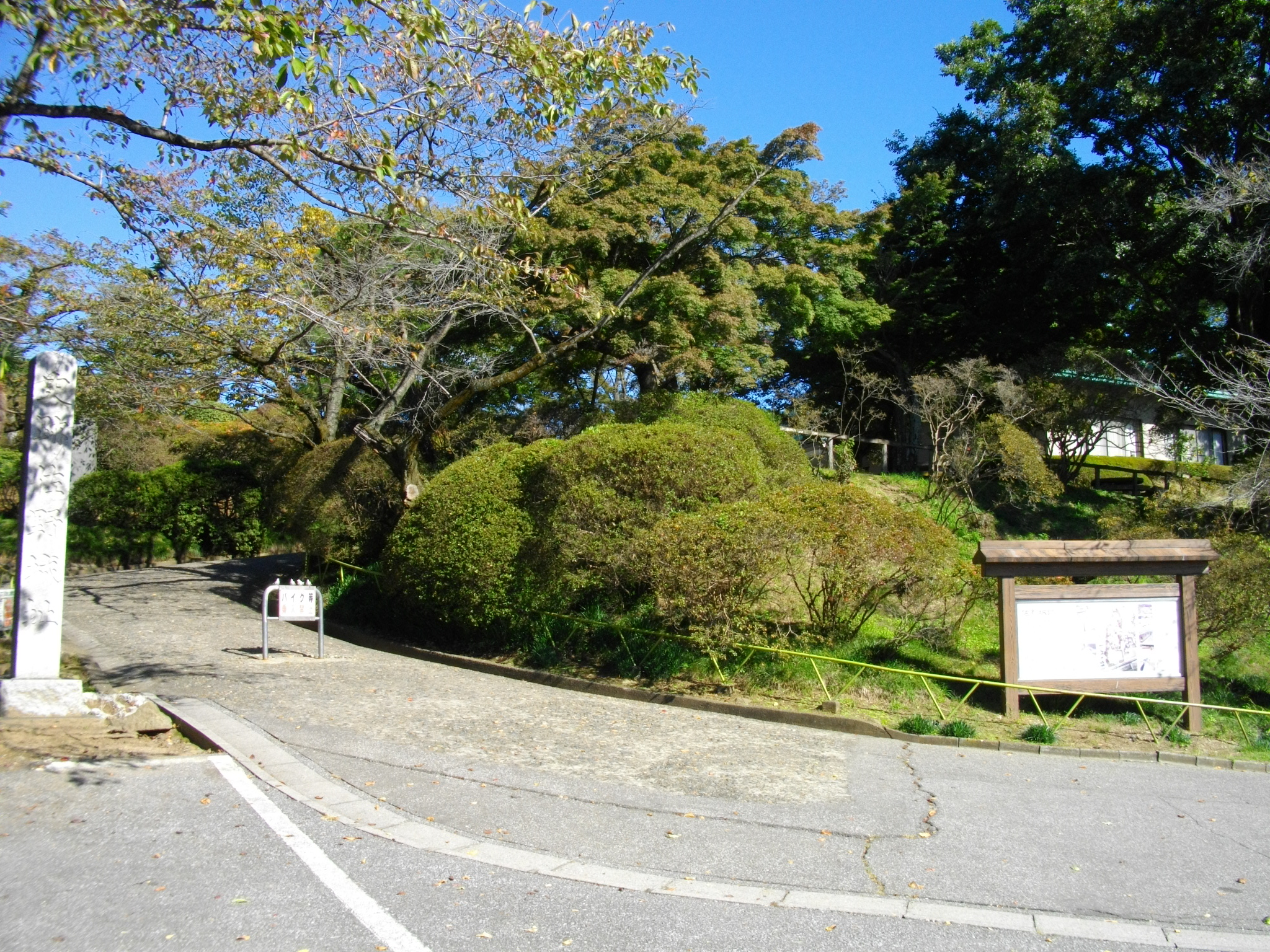
城山公園

- 佐野駅
- 佐野城跡・城山公園
  - 万葉の里・城山記念館
- 佐野市立城東中学校
- 佐野税務署
- 城西公民館
- 城東公民館
- 佐野警察署佐野駅前交番